# Gilley (Doubs)
Gilley é uma comuna francesa na região administrativa de Borgonha-Franco-Condado, no departamento de Doubs. Estende-se por uma área de 17,27 km². Em 2010 a comuna tinha 1 717 habitantes (densidade: 99,4 hab./km²).